# Andreea Ianăși
Andreea Maria Ianăși (n. 2 decembrie 1992, la Târgu Jiu) este o handbalistă din România care joacă pentru clubul CS Minaur Baia Mare pe postul de centru. În trecut, Ianăși a fost și componentă a echipelor naționale de junioare și tineret ale României.

## Biografie
Andreea Ianăși și-a petrecut perioada de juniorat la Clubul Sportiv Școlar din orașul natal, Târgu Jiu, de unde a fost selectată la Centrul Național de Excelență de la Râmnicu Vâlcea (CNE) și unde a evoluat pe postul de extremă stânga. Pe 6 iunie 2011, Ianăși s-a aflat printre cele 10 sportive din promoția 1992–1993 care au fost scoase la licitație de CNE Râmnicu Vâlcea și a fost adjudecată de SCM Craiova.
În 2017, Ianăși a câștigat Cupa EHF alături de SCM Craiova.
În 2019, Ianăși s-a transferat la echipa croată RK Podravka Koprivnica. După un sezon, a revenit în România și a semnat cu CS Măgura Cisnădie. În decembrie 2022, Ianăși s-a transferat la echipa SCM Râmnicu Vâlcea. Din octombrie 2023, Ianăși evoluează pentru CS Minaur Baia Mare.
Ovidiu Ianăși, fratele mai mic al Andreei, este și el handbalist.

## Palmares
- Liga Națională:
  -  Medalie de argint: 2018

- Cupa României:
  - Finalistă: 2017
  - Locul 3: 2015
  - Semifinalistă: 2014

- Supercupa României:
  - Finalistă: 2017

- Cupa Cupelor EHF:
  - Optimi de finală: 2016

- Liga Europeană:
  - Grupe: 2022

- Cupa EHF:
  -  Câștigătoare: 2018